# Монастыри Сербской православной церкви в Хорватии

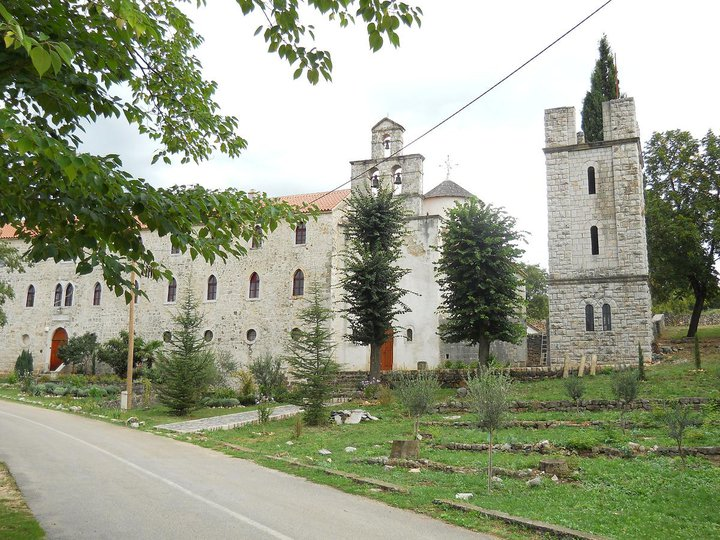
Монастырь Крупа — первый сербский монастырь на территории Королевства Хорватия.

Монастыри Сербской православной церкви в Хорватии — православные монастыри в юрисдикции Сербской православной церкви, существовавшие ранее или действующие в настоящее время на территории Республики Хорватии.
Первым сербским монастырём на территории Королевства Хорватия был монастырь Крупа, основанный в 1317 году монахами бежавшими из Боснии от турок на средства короля Стефана Уроша II. Примерно в то же время был основан монастырь Крка на средства принцессы Елены Шубич Неманьич, сестры короля Стефана Уроша IV и жены хорватского вельможи Младена III Шубича. Во время массового переселения сербов на земли Военной границы началось строительство православных монастырей. Некоторые из них, как например монастыри Бршлянац, Комоговина и Марча были закрыты австрийскими властями во второй половине XVIII века. Многие монастыри пострадали в годы Второй мировой войны, когда хорватские усташи вели геноцид сербов и преследования Сербской православной церкви. Часть монастырей также пострадала от хорватских войск и мародёров во время войны 1991—1995 годов, в том числе средневековые монастыри Крупа и Крка. После войны началась реконструкция и обновление ряда монастырей.
На 2013 год насчитывалось шестнадцать действующих монастырей Сербской православной церкви, из которых: два — в Загребско-Люблянской митрополии, три — в Горнокарловацкой епархии, шесть — в Далматинской епархии, четыре — в Славонской епархии, один — в Осечкопольско-Бараньской епархии.

## Легенда
В списке представлены монастыри Сербской православной церкви, находящиеся в Хорватии. Они располагаются в алфавитном порядке
Таблица:
- Название — название монастыря на русском языке, в скобках приводится оригинальное название на сербском;
- Годы существования — время функционирования монастыря;
- Местонахождение — район или близлежащий населенный пункт, где находится монастырь;
- Координаты — координаты местонахождения монастыря;
- Епархия — к какой епархии Сербской православной церкви относится монастырь;
- Фото —  фотография монастыря, в случае отсутствия фото представлен флаг Сербской православной церкви;

Сортировка может проводиться по любому из выбранных столбцов таблиц, кроме столбца с фотографиями.

## Список монастырей
| Название                                                                                             | Годы существования                     | Местонахождение                                       | Координаты                        | Епархия                         | Фото |
| --- | -------------------------------------- | ----------------------------------------------------- | --------------------------------- | ------------------------------- | ---- |
| Бршлянац (серб. Бршљанац)                                                                            | 1715—1779                              | Мославачка-Гора                                       | 45°37′05″ с. ш. 16°47′45″ в. д.   | Загребско-Люблянская            |      |
| Святого Василия Острожского (серб. Манастир Светог Василија Острошког)                               | 2005 — по настоящее время              | Село Черногорцы близ города Имотски                   | 43°27′04″ с. ш. 17°12′41″ в. д.   | Далматинская                    |      |
| Гомирье (серб. Гомирје)                                                                              | 1600 — по настоящее время              | район Горски-Котар                                    | 45°20′37″ с. ш. 15°06′41″ в. д.   | Горнокарловацкая                |      |
| Горица (серб. Горица)                                                                                | Начало XVIII века — по настоящее время | село Доньи-Будачки                                    | 45°22′00″ с. ш. 15°35′51″ в. д.   | Горнокарловацкая                |      |
| Драгович (серб. Драговић)                                                                            | 1395 — по настоящее время              | берег реки Цетины близ города Врлика                  | 43°51′50″ с. ш. 16°30′41″ в. д.   | Далматинская                    |      |
| Комоговина (серб. Комоговина)                                                                        | 1693—1773                              | Село Комоговина между городами Костайница и Петринья. | 45°14′00″ с. ш. 16°32′00″ в. д.   | Горнокарловацкая                |      |
| Крка (серб. Крка)                                                                                    | 1350 — по настоящее время              | Неподалёку от города Кистанье                         | 43°57′44″ с. ш. 15°59′24″ в. д.   | Далматинская                    |      |
| Крупа (серб. Крупа)                                                                                  | 1317 — по настоящее время              | Берег реки Крупа между городами Книн и Обровац        | 44°11′31″ с. ш. 15°53′14″ в. д.   | Далматинская                    |      |
| Лепавина (серб. Лепавина)                                                                            | 1550 — по настоящее время              | Село Лепавина, община Соколовац                       | 46°05′29″ с. ш. 16°40′39″ в. д.   | Загребско-Люблянская            |      |
| Марча (серб. Марча)                                                                                  | Конец XVI века — 1755                  | село Стара-Марча близ города Иванич-Град              | 45°46′02″ с. ш. 16°28′56″ в. д.   | Загребско-Люблянская митрополия |      |
| Ораховица (серб. Ораховица)                                                                          | 1583 — по настоящее время              | возле города Вировитица                               | 45°33′19″ с. ш. 17°54′22″ в. д.   | Славонская                      |      |
| Пакра (серб. Пакра)                                                                                  | 1556 — по настоящее время              | Гора Папук между городами Пакрац и Дарувар            | 45°33′14″ с. ш. 17°20′13″ в. д.   | Славонская                      |      |
| Света Лазарица (серб. Света Лазарица)                                                                | 1874 — по настоящее время              | Далматинско-Косово                                    | 43°57′02″ с. ш. 16°12′49″ в. д.   | Далматинская                    |      |
| Святого Иоанна Крестителя (серб. Светог Јована Крститеља)                                            | 1688 — по настоящее время              | Медак                                                 | нет данных                        | Горнокарловацкая                |      |
| Святой Анны (серб. Свете Ане)                                                                        | 1730 — по настоящее время              | близ города Дарувар                                   | 45°39′06.1″с. ш. 17°16′11.1″в. д. | Славонская                      |      |
| Святой Недели (серб. Свете Недјеље)                                                                  | 1928 — по настоящее время              | Очестово                                              | нет данных                        | Далматинская                    |      |
| Святой Пятницы (серб. Свете Петке)                                                                   | 1936 — по настоящее время              | город Загреб                                          | 45°12′12″ с. ш. 17°59′40″ в. д.   | Загребско-Люблянская митрополия |      |
| Успения Пресвятой Богородице в Дальской Планине (серб. Успења Пресвете Богородице у Даљској планини) | 1758 — по настоящее время              | община Эрдут                                          |                                   | Осечкопольско-Бараньская        |      |
| Ясеновац (серб. Јасеновац)                                                                           | 1775 — по настоящее время              | община Ясеновац                                       | 45°16′18″ с. ш. 16°54′43″ в. д.   | Славонская                      |      |